# 아버지와 인생을
아버지와 인생을(Life With Father)은 미국에서 제작된 마이클 커티즈 감독의 1947년 코미디 영화이다. 윌리엄 파월 등이 주연으로 출연하였고 로버트 벅크너 등이 제작에 참여하였다.

## 출연

### 주연
- 윌리엄 파월
- 아이린 던

### 조연
- 엘리자베스 테일러
- 에드먼드 그웬
- 자수 피츠
- 지미 라이든
- 모로니 올슨

## 제작진
- 미술: 로버트 M. 하스
- 의상: 밀로 앤더슨